# ヴォルフガング・ハルトケ
ヴォルフガング・ハルトケ（Wolfgang Hartke、1908年4月4日 - 1997年3月26日）は、ドイツの地理学者、大学教授。ドイツ語圏における社会地理学の創設者のひとりとされており、ミュンヘン学派はハルトケとその門下からなる。

## 経歴
ヴォルフガング・ハルトケは、1908年にボンに生まれた。ハルトケは、いずれも古代史家であったヴィルヘルム・ハルトケ (Wilhelm Hartke) の息子、ヴェルナー・ハルトケ (Werner Hartke) の弟であり、1926年から地理学、ドイツ学、歴史学をベルリン大学で学び、1932年にノルベルト・クレープス (Norbert Krebs) の下で文学博士号を取得した。その後、ベルリン大学地理学教室の助手を務め、1938年には、ライン＝マイン地域 (Rhein-Main-Gebiet) の研究成果によって、フランクフルト大学に教職を得た。1952年、ハルトケは当時のミュンヘン工科高等専門学校 (Technischen Hochschule München) 地理学教授職に就き、1970年に校名がミュンヘン工科大学 (Technische Universität München) へ変更された後、1975年に名誉教授となって退職するまで、この職に留まった。1959年から1961年まで、地理学高等教育教員連合 (der Verbandes der Hochschullehrer der Geographie) と ドイツ地理学会 (der Zentralverbandes der deutschen Geographen) の初代会長を務めた。
1950年代から1960年代、フランクフルトとミュンヘンにおいて門下を育て、ミュンヘン学派を形成した。なお、ミュンヘンにおいては自身の研究よりも後進の育成と行政に注力していた。

## 主な研究主題
第二次世界大戦前、特にベルリンにいた頃のハルトケの主な関心は、まず当時のフランス北部や東南部における移住農民や外国人労働力に向けられていた。その後、フランクフルト・アム・マイン周辺のライン＝マイン地域における通勤流動や、生活圏の構造、さらに地域帰属意識についての研究が取り組まれた。
ハルトケの研究のうち特に有名なものは、フランクフルトにいた頃になされた社会的休閑地についての研究や、新聞の講読圏をめぐる研究である。
1950年代には農村、1960年代は都市をフィールドとして実証研究を行った。なお、1960年代の都市研究については自身はあまり没頭せず、門下生への指導が主なものであった。ハルトケは空間より人間活動を飲ものを地理学の研究テーマに設定したことに新規性があり、ヴァーレンが地理学のコペルニクス的転回を試みたとして評価している。

## 受賞
- 1972年：ストラスブール大学名誉博士
- 1978年：スイス人類学・地理学協会 (Schwedische Gesellschaft für Anthropologie und Geographie) 「アンデルス＝レツィウス・メダル (Anders-Retzius-Medaille)」金賞
- 1979年：ドイツ連邦共和国功労勲章 功労十字小綬章 (Verdienstkreuz am Bande der Bundesrepublik Deutschland)[13]

## おもな著書
- Zur Kulturgeographie der Ländlichen Neusiedlung (OstPreussen). / Berlin Gesellschaft für Erdkunde 1933,
- Das Arbeits-und Wohnortsgebiet im Rhein-Mainischen Lebensraum. H.L. Brönner Frankfurt 1938
- Stadtbesichtigung : Ein Problem des Fremdenverkehrs in Kriegszerstörten Städten. W. de Gruyter Berlin 1951
- Die Zeitung als Funktion sozial-geographischer Verhältnisse im Rhein-Main-Gebiet. W. Kramer Frankfurt am Main 1952
- Die Soziale Differenzierung der Agrar-Landschaft im Rhein-Main-Gebiet. F. Dümmler Bonn 1953
- Die Hütekinder im Hohen Vogelsberg. M. Lassleben 1956
- Das Land Frankreich als sozialgeographische Einheit. M. Diesterweg Frankfurt am Main 1963